# Meczet Bilal
Meczet Bilal – jest drugim meczetem postawionym na terytorium Chile i znajduje się w Iquique. Został zbudowany w latach 1997-1999 przez kupców pakistańskich osiadłych w tym mieście.